# XDCAM

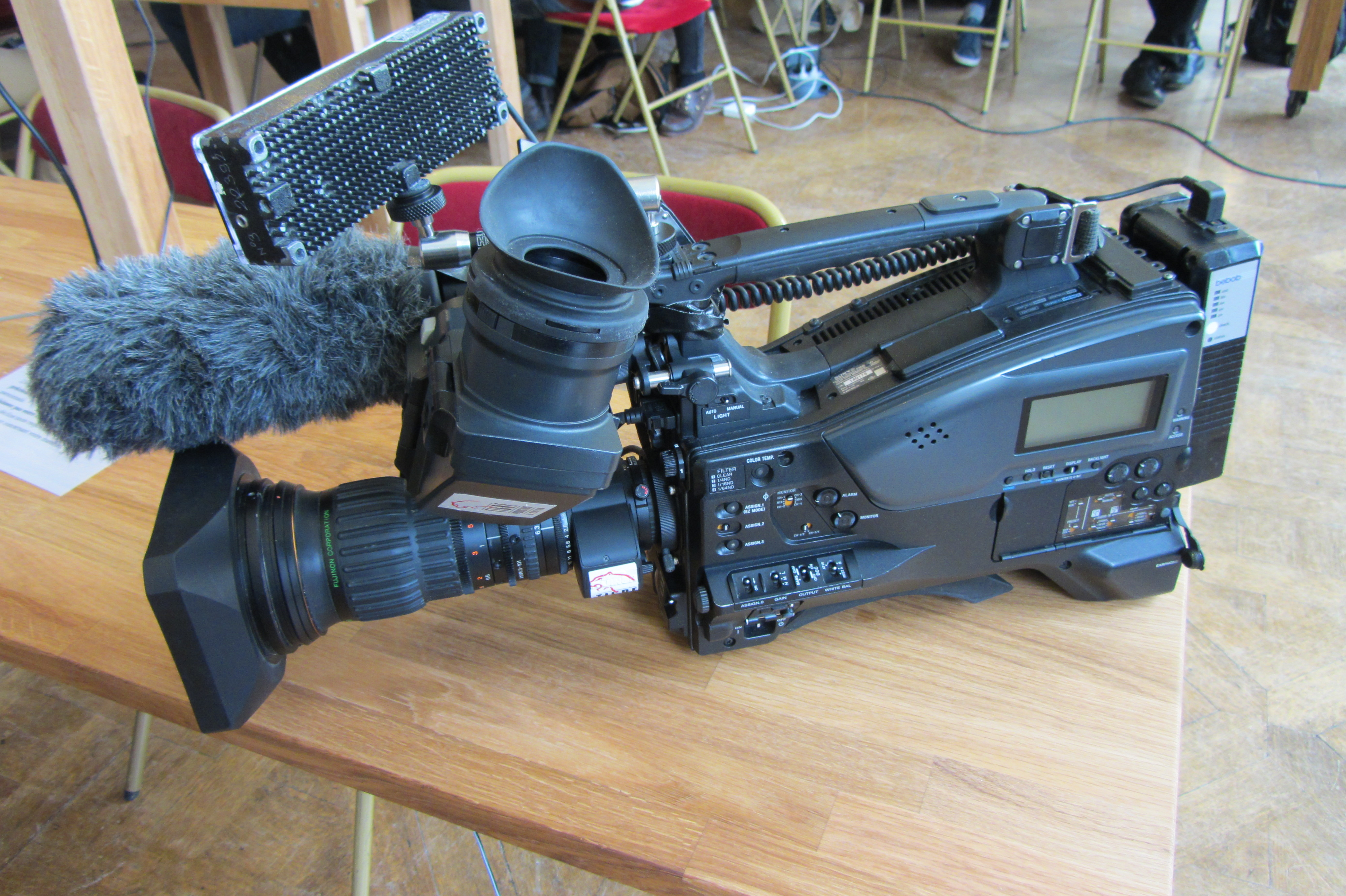
XDCAM PWD850

Le XDCAM est ensemble de produits professionnels introduit par Sony en 2003.
La caméra utilise comme support un disque ou des cartes mémoires plutôt qu'une cassette.
Les produits XDCAM qui emploient le disque utilisent un laser bleu pour enregistrer le contenu audio et vidéo sur le Professional Disc de Sony, un disque de 23,3 ou 50DL (double couche) GB semblable au Blu-ray. Il a une taille de 12 cm et est logé dans une cartouche protectrice. Suivant le caméscope, le format de compression peut être en DVCAM ou IMX.

Actuellement de petites caméra XDCAM emploient des cartes mémoire SONY ou SANDISK SXS (8, 16 et 32Gb)

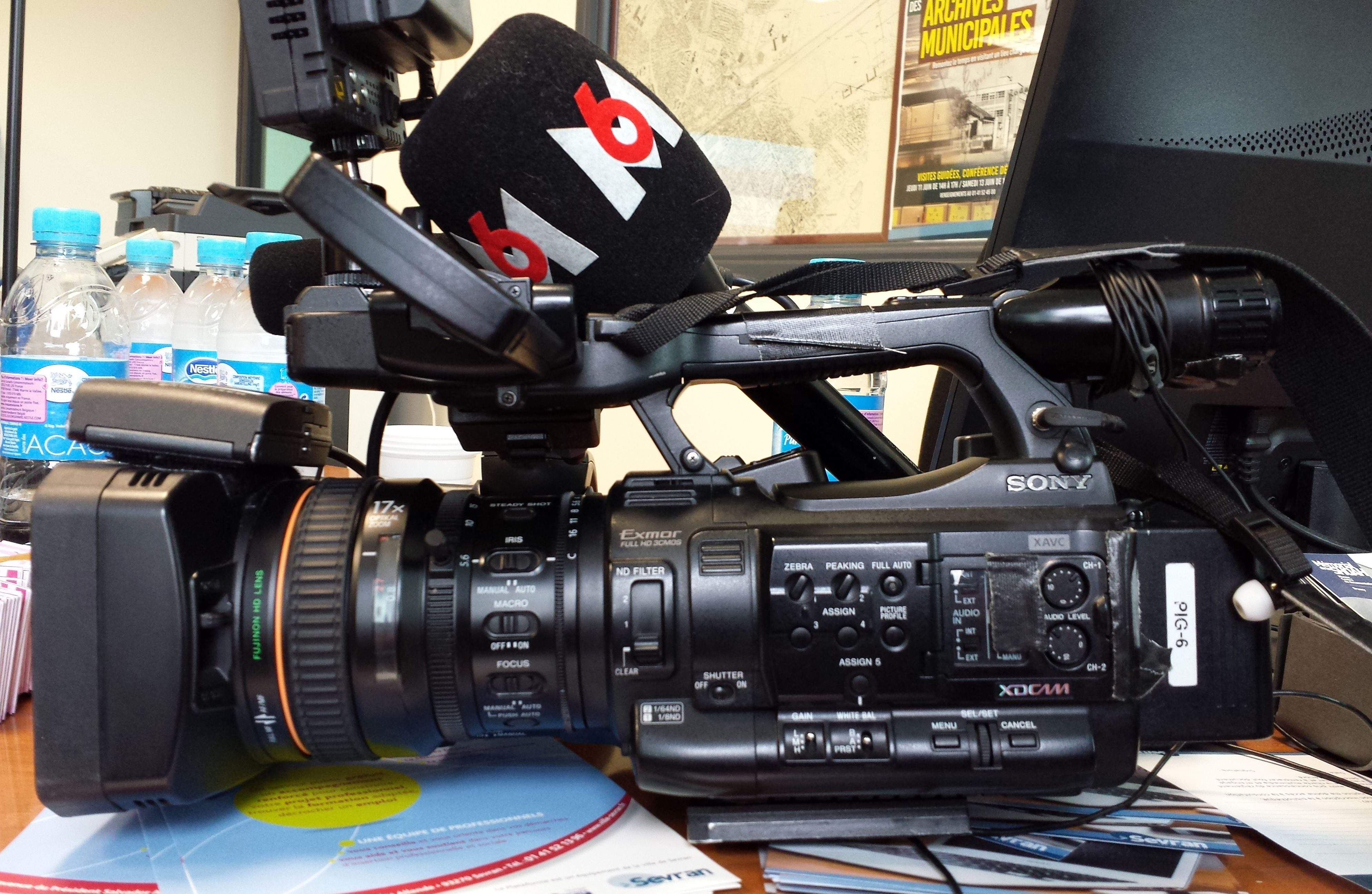
PXW-X201
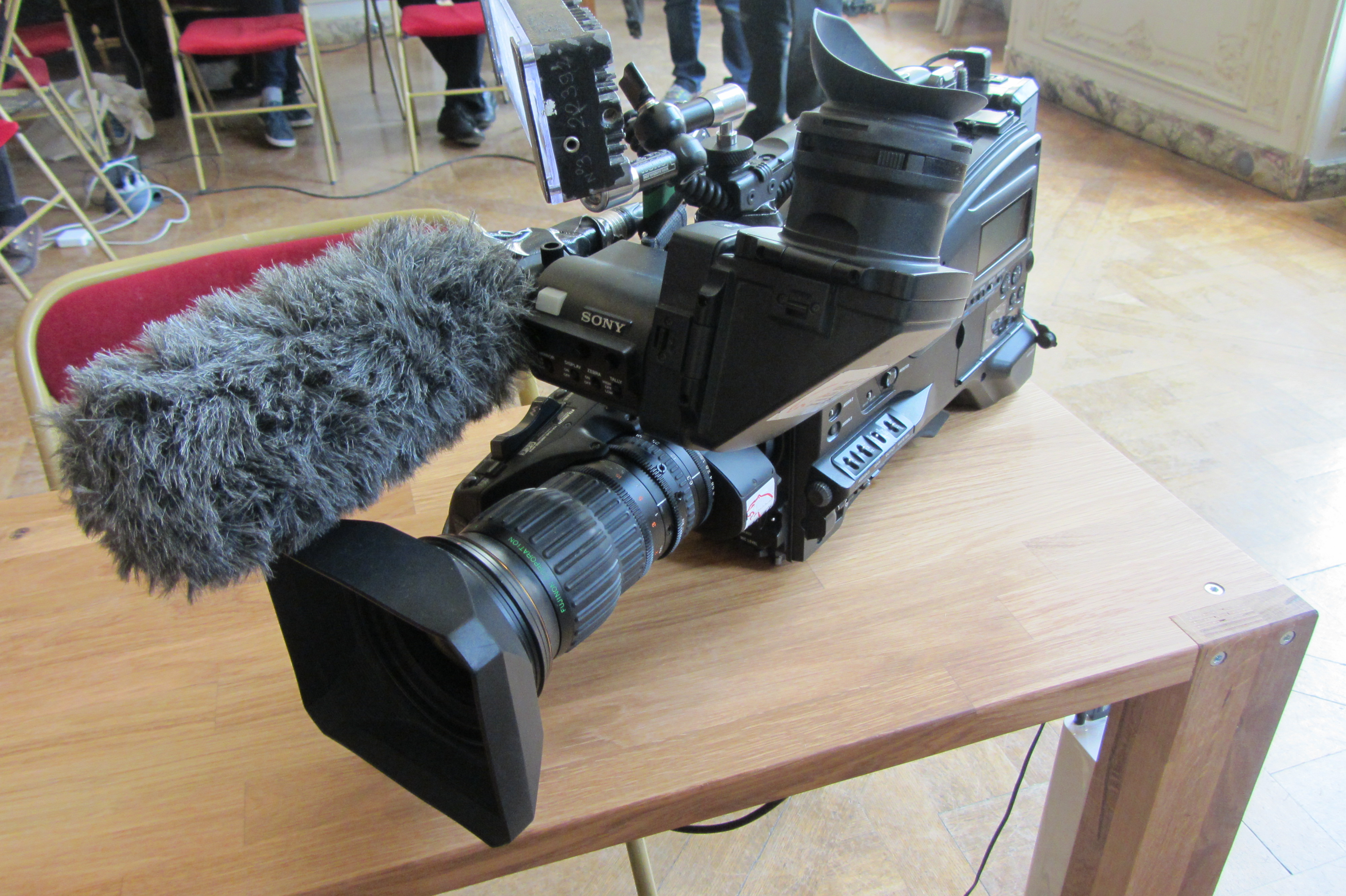
PWD-850
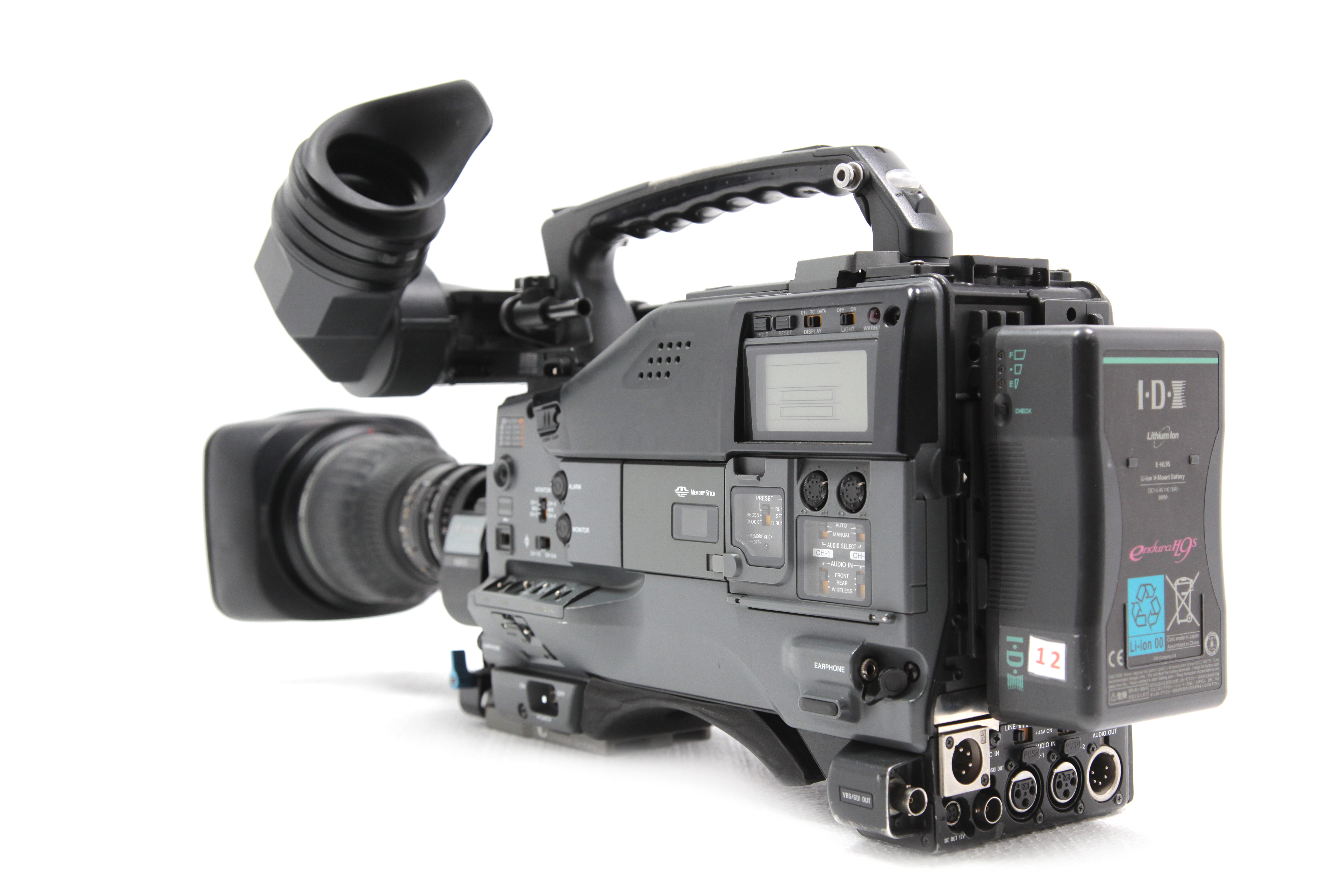
HDW-750P
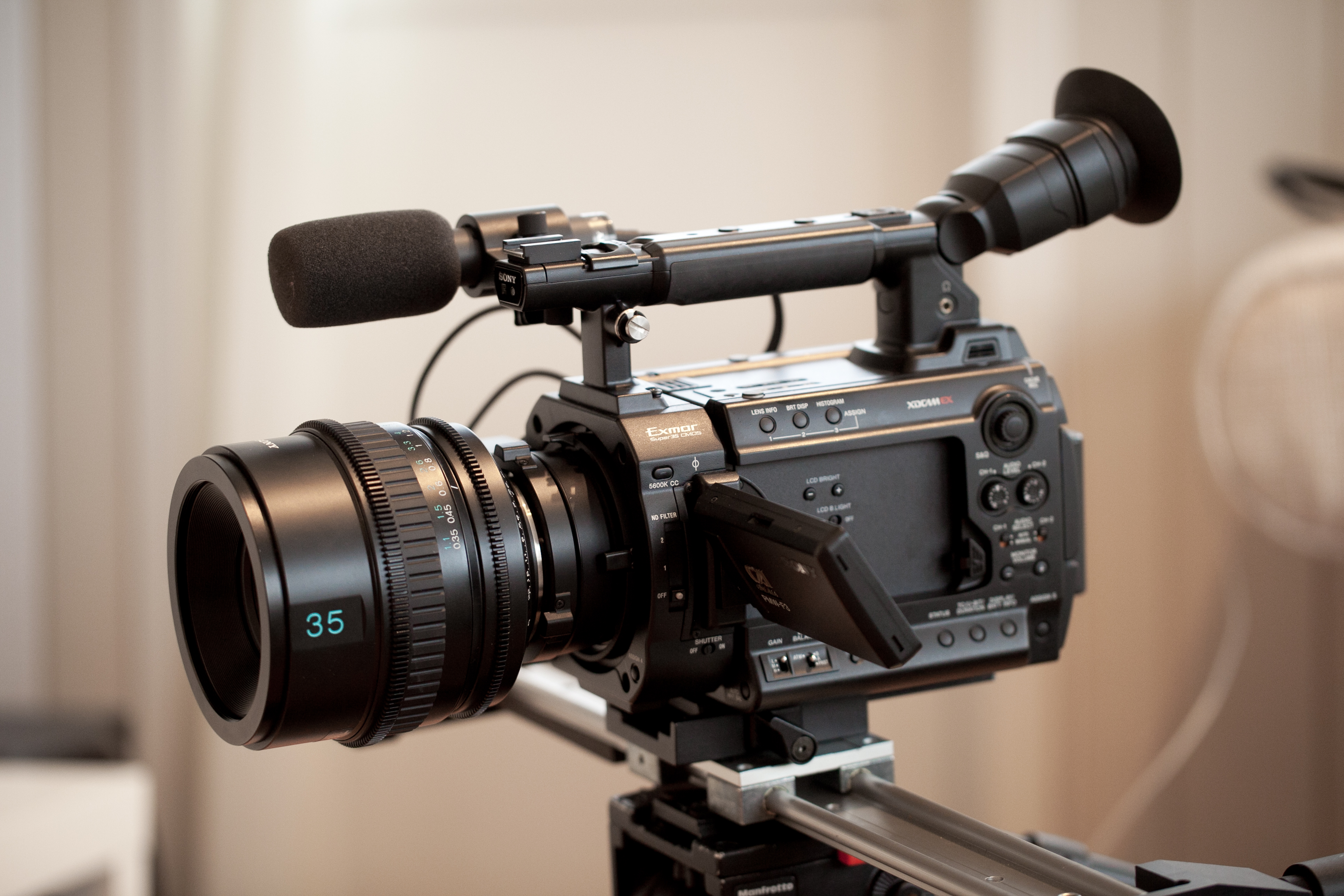
PMW-F3